# Chrysotus albipalpus
Chrysotus albipalpus är en tvåvingeart som beskrevs av Aldrich 1896. Chrysotus albipalpus ingår i släktet Chrysotus och familjen styltflugor. Inga underarter finns listade i Catalogue of Life.